# Ángel, la diva y yo
Ángel, la diva y yo è un film del 1999 diretto da Pablo Nisenson.